# Leucanthemum glaucophyllum
Leucanthemum glaucophyllum là một loài thực vật có hoa trong họ Cúc. Loài này được (Briq. & Cavill.) Jahand. mô tả khoa học đầu tiên năm 1922.